# سوریگه‌فلایگ
سوریگه‌فلایگ (به انگلیسی: Sverigeflyg) یک شرکت هواپیمایی با کد یاتا DC است که در ۲۰۰۱ میلادی تأسیس شده‌است. قطب سوریگه‌فلایگ در فرودگاه استکهلم-بروما قرار دارد.